# Basílica de San Saturnino (Cagliari)

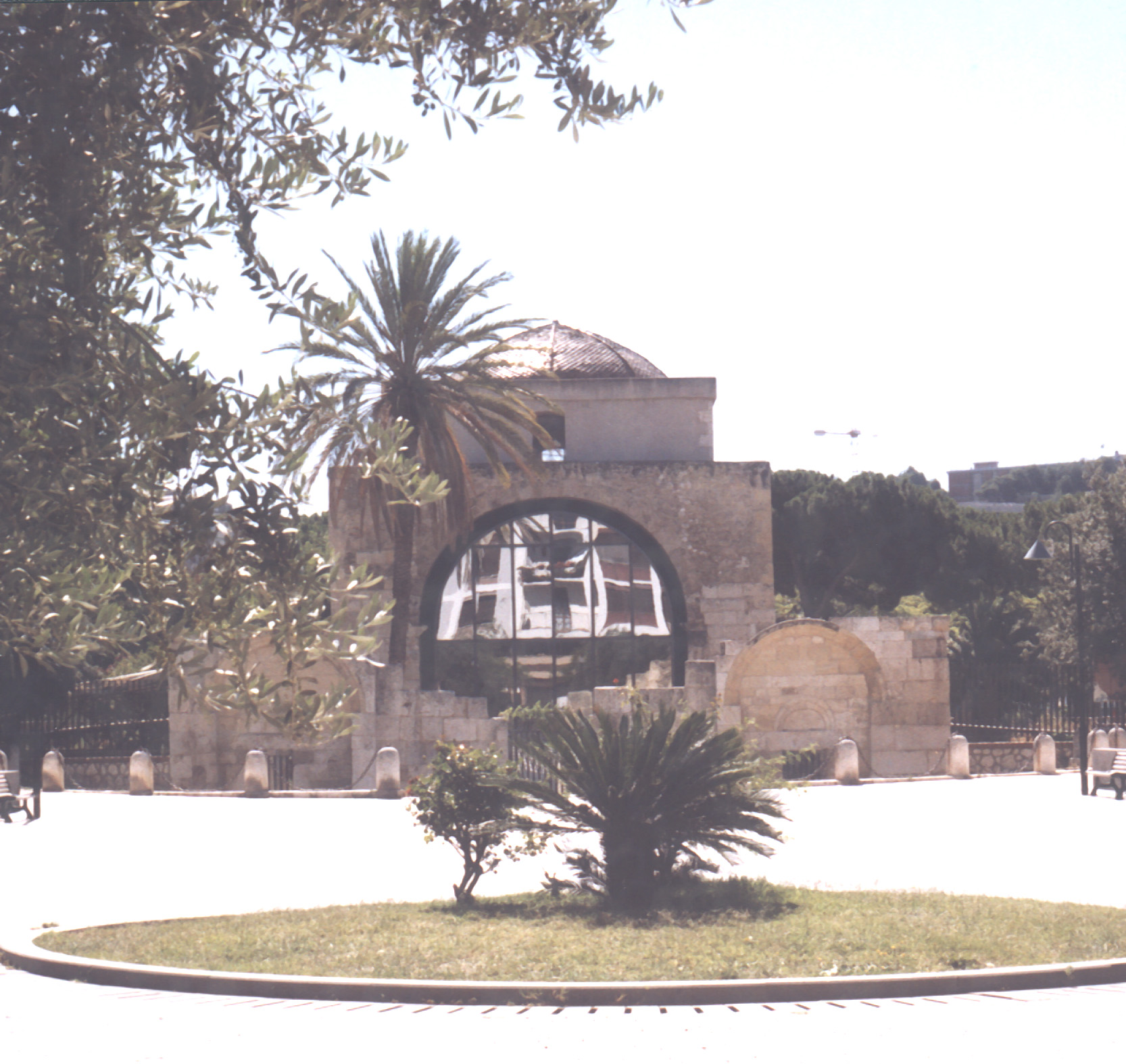
Vista de la entrada.

La basílica de San Saturnino es la iglesia más antigua de Cagliari, dedicada al patrono de la ciudad. Se encuentra en el barrio Villanova, en la plaza San Cósimo. La iglesia y el cementerio adyacentes, que se extiende también bajo la cercana iglesia de San Lucifer, es uno de los más importantes y antiguos complejos paleocristianos de Cerdeña.

## Datos históricos
El primero en mencionar la iglesia de San Saturnino fue el diácono Ferrando, biógrafo de Fulgencio de Ruspe, quien vivió dos veces, entre 507 y 523, en el monasterio dotado de scriptorium fundado por él iuxta basilicam sancti martyris Saturnini (“junto a la basílica de san Saturnino, mártir”). Fulgencio llegó a Cagliari junto a otros obispos africanos exiliados a Cerdeña por el rey Trasamondo durante el primer cuarto del siglo VI (quizás en tales circunstancias llegaron a la isla las reliquias de san Agustín de Hipona, que permanecieron en Cagliari hasta el 722).
La iglesia encontrada por Fulgencio había sido erigida probablemente sobre el lugar donde la tradición decía que el joven mártir había sido enterrado Saturnino o Saturno, había sido martirizado en el 304 según la Passio sancti Saturni, un documento medieval que narra la historia del santo (que además resulta muy semejante a la de san Saturnino de Toulouse).
En 1089 el complejo fue donado a los monjes benedictinos de la abadía de San Víctor de Marsella (victorninos) por el juez Constantino Salusio II de Cagliari. Los victorinos restauraron la iglesia según los cánones de la arquitectura románica provenzal. La basílica reformada fue consagrada en el año 1119.
En 1324, durante el asedio del castillo por parte de los aragoneses, el monasterio de san Saturnino fue dañado. En 1363 el rey Pedro IV concedió el lugar a los Caballeros de San Jorge de Alfama.
Siguió un largo período de decadencia, en el que se colocan las excavaciones al cementerio paleocristiano que está alrededor de la basílica con el fin de encontrar los así llamados Corpi Santi (reliquias de mártires o presuntos tales), y, en el 1669 se tomaron materiales que fueron usadas en la reestructuración barroca de la catedral.
En 1714 la basílica fue donada al orden de los Médicos y Especiales y por esto también recibió el título de los santos Cósme y Damián (médicos).
En 1943 la iglesia quedó dañada tras los bombardeos de los aliados durante la Segunda Guerra Mundial. Tras la guerra fue reparada y restituida para el culto y usada especialmente para la celebración de matrimonios. En 1978 el templo fue cerrado nuevamente para que pudiera ser sometida a nuevas operaciones de restauración. Los trabajos duraron hasta 1996, año en el que la basílica fue reabierta a las visitas. El 30 de octubre de 2004, fiesta de san Saturnino, la basílica con un nuevo altar y ambón, fue reconsagrada y se retomaron las actividades litúrgicas y de culto.

## Descripción

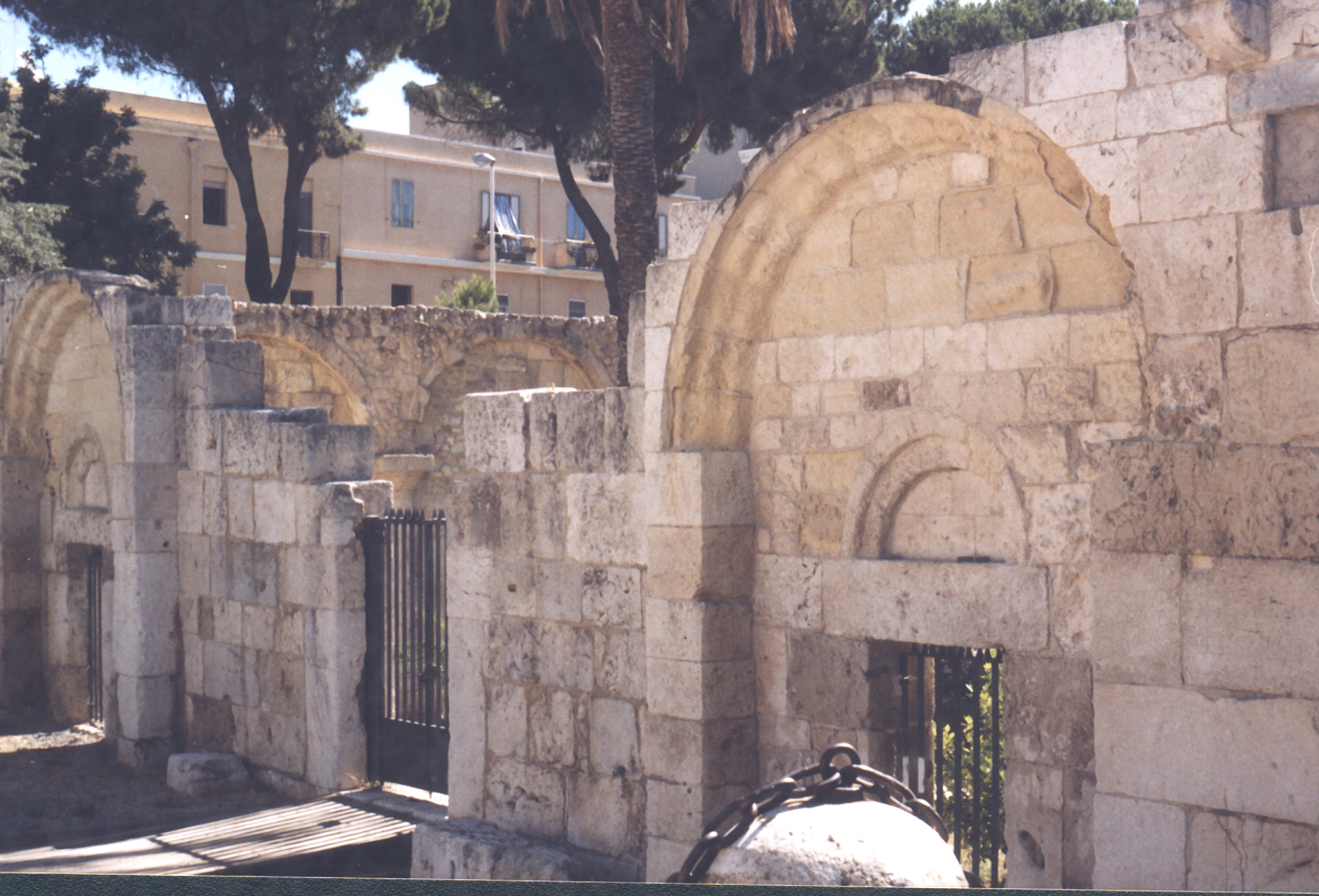
Vista desde el oeste.

La basílica de san Saturnino se encuentra dentro de un área donde hay también un cementerio paleocristiano, ubicado entre la plaza de San Cosme y la vía Dante. En realidad se trata de una parte de la antigua basílica, que tenía originalmente una planta de cruz griega y transepto con cúpula hemisférica en el lugar del cruce de los brazos, todos con tres naves; de hecho, el templo actual está constituido únicamente por el vano con cúpula, la parte más antigua del edificio (siglos V y VI), y por el brazo oriental.
La fachada occidental presenta la división en tres espejos. Los dos laterales conservan los portales arquitrabados y sobre ellos las lunetas con bóveda de cañón.
Tras la fachada se accede al piso del desaparecido brazo oeste, más allá del cual se encuentra el actual acceso a la iglesia, abierto sobre una vidriera de espejo sostenida por un marco de metal oscuro. Esta solución, empleada en las restauraciones entre el año 1978 y 1996 fue aplicada para cerrar los tres arcones mediante los que los tres brazos desaparecidos se unían al cuerpo central con la cúpula; para hacer esto, se demolieron los muros alzados en 1947 que servían para cerrar las arcadas.
El brazo oriental se presenta externamente adornado por bandas lombardas, mientras que el ábside se ve con un conjunto de piedras ordenadas ya que ha perdido el adorno externo de cal de Bonaria. En el interior, el brazo está dividido en tres naves con arcos de medio punto y columnas. La nave central está cubierta por una bóveda de cañón, mientras que las naves laterales, constituidas por dos intercolumnios cada una con una bóveda de crucería.